# Ёхомъях
Ёхомъях (в верховье Большой Ёхомъях, устар. Ягом-Ях) — река в Томской области России. Устье реки находится в 246 км от устья по левому берегу реки Васюган. Длина реки составляет 94 км, площадь водосборного бассейна — 619 км². Приток — Средний Ёхомъях.

## Данные водного реестра
По данным государственного водного реестра России относится к Верхнеобскому бассейновому округу, водохозяйственный участок реки — Васюган, речной подбассейн реки — Васюган. Речной бассейн реки — (Верхняя) Обь до впадения Иртыша.